# HD 113538
HD 113538 é uma estrela na constelação de Centaurus. Tem uma magnitude aparente visual de 9,06, portanto não é visível a olho nu. Com base em medições de paralaxe pela sonda Gaia, está localizada a aproximadamente 53 anos-luz (16,3 parsecs) da Terra. Esta é uma estrela de classe K da sequência principal com um tipo espectral de K9V e uma temperatura efetiva de 4 460 K. Tem uma massa estimada de 59% da massa solar, um raio de 53% do raio solar e está brilhando com 9% da luminosidade solar. Sua metalicidade é baixa, com 58% da concentração de ferro do Sol.
Em 2011, foi publicada a descoberta de um sistema planetário de dois planetas gigantes ao redor de HD 113538, com períodos orbitais de 263 e 1657 dias. A detecção foi feita por espectroscopia Doppler a partir de observações com o espectrógrafo HARPS, que coletou 29 medições da velocidade radial da estrela entre fevereiro de 2004 e junho de 2010. A estrela continuou sendo monitorada pelo HARPS, e em 2015 foi publicada uma solução orbital atualizada para o sistema, baseada em 75 dados de velocidade radial de até abril de 2014. Em particular, o período orbital do planeta interno foi aumentado para 663 dias, e o do planeta externo para 1818 dias.
| Planeta | Massa           | Semieixo maior (UA) | Período orbital (dias) | Excentricidade |
| ------- | --------------- | ------------------- | ---------------------- | -------------- |
| b       | >0,36 ± 0,04 MJ | 1,24 ± 0,04         | 663,2+8,4 −7,4         | 0,14 ± 0,08    |
| c       | >0,93 ± 0,06 MJ | 2,44 ± 0,07         | 1818+25 −22            | 0,20 ± 0,04    |